# Egzekucja w Falejówce
Egzekucja w Falejówce – masowa egzekucja publiczna dokonana przez Niemców 20 marca 1944 we wsi Falejówka.

## Historia
Egzekucja została dokonana podczas II wojny światowej w dniu 20 marca 1944, tj. w końcowym okresie okupacji niemieckiej na obszarze ówczesnego Landkreis Sanok.
Na początku stycznia 1944 zatrzymani zostali dwaj mieszkańcy wsi Falejówka (Mieczysław Batruch, Ryszard Belzeman) i pięciu mieszkańcy wsi Pakoszówka (Ludwik Błaszczak, bracia Antoni Dąbrowski i Władysław Dąbrowski, Ludwik Pisula, Jan Winnicki). Zostali oni aresztowani pod zarzutem uczestnictwa w ruchu oporu. Ich pojmanie było częścią akcji aresztowań przez gestapo członków Armii Krajowej i Batalionów Chłopskich na przełomie 1943/1944 (skutkującej tu zatrzymaniem kilkunastu osób, w tym Alojzego Bełzy ps. „Alik”).
Zatrzymania dokonali funkcjonariusze placówki gestapo w Sanoku: Leo Humeniuk, Johann Bäcker, Max Lesch przy udziale Karola Wojtasa (syn nacjonalisty ukraińskiego i sołtysa Falejówki, Franciszka Wojtasa). Aresztowani byli przesłuchiwani i torturowani, po czym część z nich była przewieziona do Tarnowa od 18 stycznia 1944. Dwudziestu z zatrzymanych zostało przetransportowanych do Rzeszowa 2 lutego 1944. Niektórzy z aresztowanych na przełomie 1943/1944 przeżyli, np. przewożony do Tarnowa Alojzy Bełza, który uciekł z pociągu 8 lutego 1944.
Rankiem 20 marca 1944 gestapowcy (wśród nich był ww. Humeniuk) zaprowadzili siłą mieszkańców Falejówki przed miejscowy Dom Ludowy. Tam samochodem ciężarowym w obstawie żandarmerii zostali przetransportowani ww. aresztowani, a prócz nich także Leszek Krasicki z Zagórza oraz dwaj Łemkowie: Wasyl Dyczko z Dwernika i Stefan Iwaniszyn z Lalina. Przebieg zrekonstruowano m.in. dzięki relacji Stefanii Stabryły, siostry Mieczysława Batrucha, która była świadkiem tego zdarzenia. Przywiezieni ciężarówką zdążyli jeszcze na jej pokładzie odmówić chórem modlitwę. Skazańcy byli prowadzeni parami z pojazdu stojącego przy szosie na teren pola oddalony o ok. 30 metrów. Jako pierwsi szli pod uzbrojoną eskortą Ludwik Błaszczak i Antoni Dąbrowski, następnie Władysław Dąbrowski i Jan Winnicki, potem Mieczysław Batruch. Skazańcy wyglądali na wychudzonych, ręce mieli skrępowane drutem kolczastym powodującym krwawienie. Po doprowadzeniu na miejsce egzekucji Leo Humeniuk odczytał w języku polskim wyrok kary śmierci. Z jego treści wynikało, że aresztowani zostali skazani jako zakładnicy z powodu usiłowania dokonania napadu na sołtysa Falejówki. Po odczytaniu wyroku skazańcy zostali rozkuci, musieli się rozebrać, następnie zawiązano im oczy czarnym materiałem. Tuż po tym 10 osób zostało rozstrzelanych. Ofiary zostały pochowane w miejscu egzekucji w zbiorowym grobie.
Zarówno w opracowaniu Mieczysława Przystasza, jak i w treści inskrypcji na pomniku częściowo podano nieprawidłową tożsamość zamordowanych w egzekucji 10 osób (prócz czterech faktycznych ofiar byli wymieniani: Bernard Bensemann, Tadeusz Ciupa, Wojciech Dąbrowski, Władysław Krawczykiewicz, Stanisław Pisula, Władysław Winiarski, Wojciech Winnicki). W rzeczywistości osoby te zostały aresztowane i zamordowane wcześniej niż faktyczne ofiary egzekucji w Falejówce, co wykazało powojenne śledztwo w sprawie Ds. 2/72, prowadzone przez sanocką delegaturę Okręgowej Komisji Badania Zbrodni Hitlerowskich w Rzeszowie, której szefem był sędzia śledczy Czesław Cyran. Według Andrzeja Brygidyna w Falejówce zastrzelono ośmiu członków konspiracji.

## Upamiętnienie
Z miejsca egzekucji w Falejówce pobrano ziemię, którą umieszczono w urnie złożonej w Mauzoleum Ofiar II Wojny Światowej, ustanowionym w 1948 na cmentarzu przy ulicy Rymanowskiej w Sanoku.
Inicjatorem ustanowienia pomnika w Falejówce był Zarząd Oddziału ZBoWiD w Sanoku. Mimo apeli o zaangażowanie się, społeczność Falejówki od początku nie była aktywna przy pracach nad tym upamiętnieniem, natomiast u kresu wykonawstwa tegoż mieszkańcy wsi w pewnym stopniu uczestniczyli w tym zakresie. Projekt pomnika w Falejówce oraz jego kosztorys wykonał nieodpłatnie członek sanockiego ZBoWiD, Władysław Galatowicz (1911-2004, podczas wojny był żołnierzem Polskich Sił Zbrojnych). Władze powiatu sanockiego przekazały na ten cel 7200 zł.. W pracach budowlanych brali udział sami działacze Zarządu sanockiego ZBoWiD. Wsparcia udzieliła Sanocka Fabryka Autobusów, w tym jej pracownik i jednocześnie działacz społeczny Karol Kenar, który wspomógł inicjatywę kruszywem. Monument został wykonany z betonu. Na pionowej płycie obelisku został umieszczony emblemat Krzyża Partyzanckiego oraz odlana z brązu tablica opisująca upamiętnienie i listę ofiar egzekucji.
Pomnik upamiętniający ofiary egzekucji w Falejówce został odsłonięty w niedzielę 17 maja 1959. W uroczystościach uczestniczyli licznie mieszkańcy wsi Falejówka, jak również przewiezieni na miejsce autobusami sanoczanie w liczbie kilkuset osób. Na odsłonięcie pomnika przybyli także przedstawiciele władz samorządowych, w tym powiatowych z Sanoka oraz wojewódzkich z Rzeszowa, wśród których był przewodniczący Wojewódzkiego Komitetu ZSL, Franciszek Depa. Monument został oddany w opiekę miejscowemu społeczeństwu.
W kronice sanockiego oddziału ZBoWiDu Arnold Andrunik podał, że pomnik upamiętnia członków AK i BCh, natomiast w przewodniku, wydanym w 1980 przez Radę Ochrony Pomników Walk i Męczeństwa, podano, że ustanowiony na miejscu kaźni obelisk upamiętnia 10 partyzantów Batalionów Chłopskich, rozstrzelanych przez hitlerowców. W 1959 podano, że Niemcy dokonali egzekucji członków BCh w odwecie za zastrzelenie niemieckiego agenta (szpicla).
Przez lata co roku w rocznicę egzekucji przy pomniku obchodzono rocznicę tej zbrodni.

## Następstwa
W okresie PRL sprawą wyjaśnienia zdarzeń poprzedzających oraz przebiegu samej egzekucji zajmowała się sanocka delegatura Okręgowej Komisji Badania Zbrodni Hitlerowskich w Rzeszowie, której szefem był sędzia śledczy Czesław Cyran. Ustalenia OKBZH w Rzeszowie, przekazane za pośrednictwem Głównej Komisji Badania Zbrodni Niemieckich w Polsce, posłużyły jako materiał dowodowy w procesach zbrodniarzy niemieckich, którego odbywały się w Niemczech. Jako świadkowie występowały w nich osoby z Polski.
Wyrokiem sądu przysięgłych w Berlinie Zachodnim z 23 sierpnia 1973 były SS-Unterscharführer Johann Bäcker (aresztowany od 31 marca 1971, wówczas 61-letni sprzedawca z Bonn) został skazany na karę dożywotniego pozbawienia wolności za zbrodnie popełnione podczas II wojny światowej na obszarze okupowanej Polski.